# Fiodor Rückert
Fiodor Rückert, właśc. Fiodor Maurycy Rückert, w Rosji zwany Fiodor Iwanowicz Rückert, ros. Рюкерт Фиодор Иванович (ur. w 1840 roku w Niemczech, w Alzacji-Lotaryngii, zm. 1917) – rosyjski złotnik, emalier, właściciel pracowni złotniczej czynny w Moskwie.
W roku 1886 otworzył własną pracownię złotniczą. Najprawdopodobniej od roku 1887 rozpoczął współpracę z firmą Dostawcy Dworu Fabergé, którą konsekwentnie kontynuował przez 25 lat. Pracownia Rückerta specjalizowała się w wytwarzaniu artystycznych sreber zdobionych dekoracją emalierską. Z czasem wyspecjalizowała się w produkcji sreber zdobionych emalią komórkową, w stylach nawiązujących do tradycyjnej sztuki dawnej Rusi.
Mimo wyraźnej specjalizacji w stylu neoruskim, rzemieślnicy pracujący dla Rückerta czerpali również inspiracje z bogactwa stylów historycznych, orientalizmów. W początku XX wieku w wyrobach firmy pojawiły się wzory secesyjne. Po roku 1910 firma zatrudniała około 40 wykwalifikowanych rzemieślników. Pracownia Rückerta była jednocześnie podwykonawcą wielu firm złotniczych, takich jak Fabergé, Owczynnikow, Kurliukow i innych, ale też sprzedawała wyroby pod własną marką. W późniejszym okresie dwóch z synów Rückerta pracowało w firmie ojca.
W końcu XX wieku na fali renesansu zainteresowania sztuką rosyjską, Rückert i jego wyroby stały się bardzo modne. Sławę zyskał ze względu na współpracę z firmą Fabergé. Emaliowane srebra z jego pracowni są pożądanym i bardzo cennym obiektem kolekcjonerskim.